# Michael Winslow
Michael Winslow   (Spokane, 6 de setembre de 1958) és un actor, còmic i beatboxer estatunidenc conegut com The Man of 10.000 Sound Effects (l'Home de 10.000 Efectes Sonors) per la seva capacitat per fer sons realistes utilitzant només la seva veu. És conegut sobretot pels seus papers a les set pel·lícules de Boja Acadèmia de Policia com Larvell Jones. També ha aparegut a Spaceballs, Cheech and Chong's Next Movie i Nice Dreams, The Love Boat, i anuncis publicitaris.

## Primers anys de vida
Winslow va néixer a Spokane, Washington, fill de Verdie i Robert Winslow. Va créixer a la base de la Força Aèria de Fairchild, prop de Spokane, i més tard va assistir a la Lisa Maile School of Acting, Modeling and Imaging.
Segons el seu propi compte, Winslow tenia pocs amics quan creixia. Per passar el temps, imitava els sons de motors, animals, flatulències, qualsevol cosa que fes soroll. Després de l'escola secundària i la universitat, va actuar en discoteques i teatres, on les seves habilitats d'imitació de so li van guanyar una valoració positiva i prou diners per traslladar-se i actuar a Hollywood.

## Carrera
La seva primera aparició a la televisió va ser a The Gong Show en què va incloure sos semblants a Benji, el gos de la pel·lícula, Star Trek, i "Purple Haze" de Jimi Hendrix. Es va fer més conegut pel seu paper com Larvell Jones a la sèrie de pel·lícules i programes de televisió de Boja Acadèmia de Policia. Va ser elegit per al paper després de ser vist a l'estrena per Count Basie. El 1985, Island Records va llançar un 12" de Michael Winslow titulat "I Am My Own Walkman". La cançó va arribar al número 60 a Austràlia.
El 1986, Winslow va presentar l'Oscar al millor muntatge d'efectes de so per a Charles L. Campbell i Robert Rutledge pel seu treball a Retorn al futur.
L'any 1987, Winslow va aparèixer com a operador de radar a la pel·lícula L'esbojarrada història de les galàxies, en què ell mateix realitza tots els efectes de so durant la seva escena. Mel Brooks (que va escriure, dirigir, produir i protagonitzar la pel·lícula), va declarar que, fent-ho, Winslow va estalviar molts diners a la pel·lícula. Winslow també és un motivador. Des de la tardor de 2008, Winslow ha acollit la sèrie de televisió cinematogràfica anomenada "Way Back Wednesday with Winslow" a la superestació de cable WGN America, que inclou pel·lícules estrenadas principalment als anys vuitanta. Continua fent comèdia stand-up arreu del món.
Michael Winslow va estrenar les seves pròpies aplicacions per a iPhone i iPod Touch el 2010, portant els seus efectes de so i la seva comèdia a una plataforma mòbil. ThatsKungFu genera els sons de lluita de kung fu de Winslow quan el dispositiu es balanceja en un moviment de lluita. NoizeyMan, catalogada com l'"aplicació més sorollosa del món", conté vídeos, tons de trucada, efectes de so i minijocs, tots creats per Winslow.
El 2011, Winslow va treballar amb l'estudi de desenvolupament de jocs Phyken Media amb seu a Orlando, Florida en un joc mòbil per a plataformes IOS i Android titulat Wizard Ops Chapter 1, proporcionant tots els efectes de so per al joc. També va prestar la seva veu a Wizard Ops Tactics, un joc tàctic per torns i successor espiritual del joc anterior.
També va aparèixer en un anunci de assegurances GEICO durant la seva campanya publicitària "Hem contractat una celebritat".
El 2021, Winslow va fer una audició per a la setzena temporada d'America's Got Talent. Després de l'emissió de la seva audició, va tenir una aparició com a convidat al Talent Recap Show on va mostrar als espectadors com fer alguns dels seus sorolls més característics. Winslow va ser eliminat durant les semifinals.

## Filmografia
- Cheech & Chong's Next Movie (1980)
- Underground Aces (1981) com Nate
- Nice Dreams (1981) com Superman Nut
- Space Stars (1981) com Plutem (veu)
- Tag: The Assassination Game (1982) com Gowdy
- Heidi's Song (1982) com Mountain (veu)
- Boja acadèmia de policia (1984) com Cadet Larvell Jones[16][17]
- Alphabet City (1984) as Lippy
- Gremlins (1984) com Mogwai / Gremlins (veu)
- Grandview, U.S.A. (1984) com Spencer
- Lovelines (1984) com J.D
- Boja acadèmia de policia 2: La primera missió (1985) com Oficial Larvell Jones[18][19]
- Starchaser: The Legend of Orin (1985) (veu)
- Boja acadèmia de policia 3 (1986) com Sgt. Larvell Jones
- Boja acadèmia de policia 4 (1987) com Sgt. Larvell Jones[20][21]
- L'esbojarrada història de les galàxies (1987) com tècnic de radar
- Plantilla:Interlanguage link multi (West Germany, 1987) com Walker
- Police Academy 5: Assignment Miami Beach (1988) com Sgt. Larvell Jones
- Starke Zeiten (Alemanya Federal, 1988) com Mike
- Buy & Cell (1988) com Sly
- Zärtliche Chaoten II (Alemanya Federal, 1988) com Ronny
- Police Academy 6: City Under Siege (1989) com Sgt Larvell Jones
- Think Big (1989) com Hap
- New Kids on the Block (1990, sèrie de TV) (veu)
- Far Out Man (1990) com policia d'aeroport
- Going Under (1990) com reporter
- Extralarge (1993, sèrie de TV) (amb Bud Spencer) com Dumas
- Police Academy: Mission to Moscow (1994) com Sgt Larvell Jones
- Be Cool about Fire Safety (1995, TV)
- Police Academy: The Series sèrie de TV (1997–1998) com Sgt. Larvelle Jones
- Lycanthrope (1999) com Lee Davis
- Michael Winslow Live (1999) com Michael Winslow
- The Blur of Insanity (1999) com Horner's Friend 2
- He Outta Be Committed (2000) com Jeremy
- The Trumpet of the Swan (2001) com Chief (voice)
- The Biggest Fan (2002) com Official
- Grand Theft Auto: San Andreas (2004) com vianant (veu)
- Lenny the Wonder Dog (2005) com John Wyndham
- Robot Chicken (2006) com Sgt. Larvell Jones
- The Great Buck Howard (2008) com Michael Winslow
- Redirecting Eddie (2008) com Vaughn
- RoboDoc (2009) com Dr. Murphy
- The History of the Typewriter recited by Michael Winslow (2010) com ell mateix
- Tosh.0 (2010) com ell mateix
- Blunt Movie (2013) com entrenador Al Jefferson
- Gingerclown (2013)
- Late Night with Jimmy Fallon (29 juliol de 2013, Sketch còmic: The Michael Winslow Car Alarm & Musical Sit-In Guest) com ell mateix
- Sharknado 3: Oh Hell No! (2015) com Brian Jonesy Jones
- Lavalantula (2015) com Marty
- Enter the Fist and the Golden Fleece (2016) com The Argonaut
- Characterz (2016) com detectiu policia
- 2 Lava 2 Lantula (2016) com Marty
- The Jack and Triumph Show (2015) com ell mateix
- Renaissance Man (2016) com Mike
- Hospital Arrest (2016) com Jutge Collaway
- Killing Hasselhoff (2017) com ell mateix
- Game Changer (2020) com ell mateix (temporada 3)
- America's Got Talent (2021) com ell mateix (temporada 16)
- Todd (2021) com Jake